# Carlos Giraldo (futbolista)
Carlos Alberto Giraldo Quiroga (Medellín, 17 de noviembre de 1979) es un exfutbolista y director técnico colombiano. Jugaba como centrocampista. Actualmente es asistente técnico de David González en Millonarios.

## Jugador

### Inicios
Debutó juntó con su hermano Mauricio en la Primera B al servicio del modesto Bello FC. Luego, es llevado al Deportes Quindio por el entrenador Juan Eugenio Jiménez y de allí pasa en el 2000 al Atlético Nacional por pedido de Luis Fernando Suárez, con el equipo verdolaga se consagra campeón de la Copa Merconorte teniendo grandes partidos le valen para ir cedido por dos años y medio al Beijing Guoan de la liga China.

"En todos los clubes por los que he pasado me he llevado buenos y malos recuerdos. Pero el viaje a China es algo que me quedó marcado de por vida, tal experiencia fue especial y única. Me fui cedido al Beijing Guoan, en el año 2001, y allí estuve un par de temporadas, pero acostumbrarme fue muy difícil para mí, ya que el idioma nunca lo logré entender y en los entrenamientos no era fácil amoldarse a lo que querían jugar. Hasta para hacer compras era un problema porque nadie me entendía (risas). A ello, la comida y la diferencia horaria también fueron difíciles de asimilar."
Carlos Giraldo sobre su etapa en China.

### Varios clubes
Tras su regreso al país fue fichado por Millonarios, disputando 5 partidos Torneo Apertura 2003 y luego en el Torneo Finalización 2003 jugando 7 partidos, sin mucha trascendencia bajo las órdenes de Norberto Peluffo y siendo catalogado por la hinchada como el directo responsable del no pase del equipo a la final por un error suyo en el cuadrangular semifinal se marcha de la institución. 
Con pocos minutos recala en el Deportes Tolima orientado por Chiqui García. Posteriormente, se da su llegada al Atlético Huila dirigido por Bernardo Redin en 2005.
Para 2006, comenzó a renacer su carrera al regresar a la segunda división, allí pasaría con muy buenas campañas por el modesto Pumas de Casanare y Patriotas Boyacá.

### Consolidación
En la última década de su carrera (2008-2018) fue donde se ganó un renombre importante en el FPC por sus magníficas campañas en Real Santander, Once Caldas, Atlético Bucaramanga y Deportivo Pasto siendo siempre el capitán de dichos equipos mencionados anteriormente.

## Entrenador
Se retira como jugador en el Deportivo Pasto en diciembre de 2018 y en enero de 2019 comienza a trabajar en las divisiones menores del Atlético Bucaramanga, tras el despido de Flabio Torres el día 17 de febrero de 2019 comienza a dirigir al equipo leopardo de manera interina hasta el 22 de abril de 2019 con un saldo de 16 partidos comandados.
Para 2020 llega a dirigir al equipo sub-20 del Patriotas Boyacá, en el torneo finalización 2022 dirige como interino entre el 6 de agosto y el 6 de septiembre al equipo profesional tras la incapacidad médica del entrenador Cheche Hernández. El primer semestre de 2023 es asistente técnico de Juan David Niño, siendo campeones del Torneo Apertura de la Primera B.
En noviembre de 2023 comienza a dirigir las Divisiones menores de Millonarios.

## Clubes

### Como jugador
| Club                            | Div.          | Temporada     | Liga  | Liga  | Copas | Copas | Internacional | Internacional | Total | Total |
| Club                            | Div.          | Temporada     | Part. | Goles | Part. | Goles | Part.         | Goles         | Part. | Goles |
| ------------------------------- | ------------- | ------------- | ----- | ----- | ----- | ----- | ------------- | ------------- | ----- | ----- |
| Deportes Quindío · Colombia     | 1.ª           | 1998          | 2     | 0     | ―     | ―     | —             | —             | 2     | 0     |
| Deportes Quindío · Colombia     | Total club    | Total club    | 2     | 0     | 0     | 0     | 0             | 0             | 2     | 0     |
| Atlético Bello · Colombia       | 2.ª           | 1999          |       |       | ―     | ―     | —             | —             |       |       |
| Atlético Bello · Colombia       | Total club    |               |       |       |       |       |               |               |       |       |
| Atlético Nacional · Colombia    | 1.ª           | 2000-01       | 42    | 0     | ―     | ―     | 7             | 0             | 49    | 0     |
| Atlético Nacional · Colombia    | Total club    | Total club    | 42    | 0     | 0     | 0     | 7             | 0             | 49    | 0     |
| Beijing Guoan China             | 1.ª           | 2001-03       |       |       | ―     | ―     | —             | —             |       |       |
| Beijing Guoan China             | Total club    |               |       |       |       |       |               |               |       |       |
| Millonarios · Colombia          | 1.ª           | 2003          | 12    | 0     | ―     | ―     | —             | —             | 12    | 0     |
| Millonarios · Colombia          | Total club    | Total club    | 12    | 0     | 0     | 0     | 0             | 0             | 12    | 0     |
| Deportes Tolima · Colombia      | 1.ª           | 2004          | 3     | 0     | ―     | ―     | —             | —             | 3     | 0     |
| Deportes Tolima · Colombia      | Total club    | Total club    | 3     | 0     | 0     | 0     | 0             | 0             | 3     | 0     |
| Atlético Bucaramanga · Colombia | 1.ª           | 2004          | 0     | 0     | ―     | ―     | —             | —             | 0     | 0     |
| Atlético Bucaramanga · Colombia | 2.ª           | 2015          | 34    | 1     | 2     | 0     | —             | —             | 36    | 1     |
| Atlético Bucaramanga · Colombia | 1.ª           | 2016          | 36    | 0     | 4     | 0     | —             | —             | 40    | 0     |
| Atlético Bucaramanga · Colombia | Total club    | Total club    | 70    | 1     | 6     | 0     | 0             | 0             | 76    | 1     |
| Atlético Huila · Colombia       | 1.ª           | 2005          | 12    | 0     | ―     | ―     | —             | —             | 12    | 0     |
| Atlético Huila · Colombia       | Total club    | Total club    | 12    | 0     | 0     | 0     | 0             | 0             | 12    | 0     |
| Pumas de Casanare · Colombia    | 2.ª           | 2006          | 30    | 0     | ―     | ―     | —             | —             | 30    | 0     |
| Pumas de Casanare · Colombia    | Total club    | Total club    | 30    | 0     | 0     | 0     | 0             | 0             | 30    | 0     |
| Patriotas Boyacá · Colombia     | 2.ª           | 2007-08       | 57    | 2     | ―     | ―     | —             | —             | 57    | 2     |
| Patriotas Boyacá · Colombia     | Total club    | Total club    | 57    | 2     | 0     | 0     | 0             | 0             | 57    | 2     |
| Real Santander · Colombia       | 2.ª           | 2009-10       | 73    | 0     | ―     | ―     | —             | —             | 73    | 0     |
| Real Santander · Colombia       | Total club    | Total club    | 73    | 0     | 0     | 0     | 0             | 0             | 73    | 0     |
| Deportivo Pasto · Colombia      | 2.ª           | 2011          | 41    | 1     | 5     | 0     | —             | —             | 46    | 1     |
| Deportivo Pasto · Colombia      | 1.ª           | 2012          | 40    | 0     | 3     | 0     | —             | —             | 43    | 0     |
| Deportivo Pasto · Colombia      | 1.ª           | 2017          | 35    | 0     | 3     | 0     | —             | —             | 38    | 0     |
| Deportivo Pasto · Colombia      | 1.ª           | 2018          | 17    | 0     | 1     | 0     | —             | —             | 18    | 0     |
| Deportivo Pasto · Colombia      | Total club    | Total club    | 133   | 1     | 12    | 0     | 0             | 0             | 145   | 1     |
| Once Caldas · Colombia          | 1.ª           | 2013          | 30    | 0     | ―     | ―     | —             | —             | 30    | 0     |
| Once Caldas · Colombia          | 1.ª           | 2014          | 25    | 0     | 14    | 0     | —             | —             | 37    | 0     |
| Once Caldas · Colombia          | Total club    | Total club    | 55    | 0     | 14    | 0     | 0             | 0             | 69    | 0     |
| Total carrera                   | Total carrera | Total carrera | 489   | 4     | 32    | 0     | 7             | 0             | 528   | 4     |

### Como formador
| Equipo                          | Periodo                 | Periodo                 |
| Equipo                          | Desde                   | Hasta                   |
| ------------------------------- | ----------------------- | ----------------------- |
| Atlético Bucaramanga · Colombia | 4 de enero de 2019      | 17 de febrero de 2019   |
| Patriotas Boyacá · Colombia     | 4 de enero de 2020      | 21 de diciembre de 2022 |
| Millonarios · Colombia          | 18 de noviembre de 2023 | 3 de enero de 2025      |

### Como asistente técnico
| Equipo                      | AT de:          | Periodo                 | Periodo              |
| Equipo                      | AT de:          | Desde                   | Hasta                |
| --------------------------- | --------------- | ----------------------- | -------------------- |
| Patriotas Boyacá · Colombia | Juan David Niño | 22 de diciembre de 2022 | 31 de agosto de 2023 |
| Millonarios · Colombia      | David González  | 4 de enero de 2025      | Presente             |

### Como entrenador
Actualizado al último partido dirigido el 5 de septiembre de 2022.
| Atlético Bucaramanga · Colombia          | 1ª                  | 2019                | 13 | 4 | 5 | 4 | 3 | 1 | 2 | 0 | - | - | - | - | 16 | 5 | 7 | 4 | 45.83% | 19 | 17 | 2  |
| Atlético Bucaramanga · Colombia          | Total               | Total               | 13 | 4 | 5 | 4 | 3 | 1 | 2 | 0 | 0 | 0 | 0 | 0 | 16 | 5 | 7 | 4 | 45.83% | 19 | 17 | 2  |
| Patriotas Boyacá · (interino) · Colombia | 1ª                  | 2022                | 4  | 0 | 1 | 3 | - | - | - | - | - | - | - | - | 4  | 0 | 1 | 3 | 8.33%  | 4  | 7  | -3 |
| Patriotas Boyacá · (interino) · Colombia | Total               | Total               | 4  | 0 | 1 | 3 | 0 | 0 | 0 | 0 | 0 | 0 | 0 | 0 | 4  | 0 | 1 | 3 | 8.33%  | 4  | 7  | -3 |
| Total en su carrera                      | Total en su carrera | Total en su carrera | 17 | 4 | 6 | 7 | 3 | 1 | 2 | 0 | 0 | 0 | 0 | 0 | 20 | 5 | 8 | 7 | 38.33% | 23 | 24 | -1 |
| 1. 2.                                    |                     |                     |    |   |   |   |   |   |   |   |   |   |   |   |    |   |   |   |        |    |    |    |

## Palmarés

### Campeonatos nacionales
| Título    | Club                 | País     | Año  |
| --------- | -------------------- | -------- | ---- |
| Primera B | Deportivo Pasto      | Colombia | 2011 |
| Primera B | Atlético Bucaramanga | Colombia | 2015 |

### Campeonatos internacionales
| Título          | Club              | País     | Año  |
| --------------- | ----------------- | -------- | ---- |
| Copa Merconorte | Atlético Nacional | Colombia | 2000 |